# Eddy Bartolozzi
Eddy Enrique Bartolozzi (ur. 9 lipca 1977) – wenezuelski zapaśnik. Olimpijczyk z Sydney 2000, gdzie zajął jedenaste miejsce w kategorii 85 kg w stylu klasycznym. Pięciokrotny uczestnik mistrzostw świata, osiemnasty w 1999. Trzy medale na igrzyskach panamerykańskich, srebro w 2007. Cztery razy na podium mistrzostw panamerykańskich, srebrny medal w 2002. Trzykrotny mistrz igrzysk Ameryki Południowej, w 2002 i 2010. Triumfator igrzysk Ameryki Środkowej i Karaibów w 2002 i igrzysk boliwaryjskich w 1997 i 2001 roku.